# Камінсько (Великопольське воєводство)
Камінсько (пол. Kamińsko) — село в Польщі, у гміні Мурована Ґосліна Познанського повіту Великопольського воєводства.
Населення — 221 особа (2011).
У 1975-1998 роках село належало до Познанського воєводства.

## Демографія
Демографічна структура станом на 31 березня 2011 року:
|          | Загалом | Допрацездатний вік | Працездатний вік | Постпрацездатний вік |
| -------- | ------- | ------------------ | ---------------- | -------------------- |
| Чоловіки | 112     | 27                 | 69               | 16                   |
| Жінки    | 109     | 26                 | 67               | 16                   |
| Разом    | 221     | 53                 | 136              | 32                   |